# Oxyceros horridus
Oxyceros horridus är en måreväxtart som beskrevs av João de Loureiro. Oxyceros horridus ingår i släktet Oxyceros och familjen måreväxter. Inga underarter finns listade i Catalogue of Life.